# Iliouchine Il-18 (1946)
Ne doit pas être confondu avec l'Iliouchine Il-18, conçu pendant les années 1950.
L'Iliouchine Il-18 (en russe : Илью́шин Ил-18) était un avion de ligne quadrimoteur soviétique, conçu et produit par l'OKB Iliouchine immédiatement après la fin de la Seconde Guerre mondiale. Bien que l'avion se soit montré réussi, ses moteurs Chvetsov ACh-73TK furent déclarés trop peu fiables pour une utilisation civile et furent plus tard fortement demandés pour équiper le bombardier Tupolev Tu-4, ces deux raisons mettant fin au programme de l'Il-18 en 1948.

## Conception et développement
L'Il-18 fut développé pour répondre à un besoin de la compagnie aérienne nationale Aeroflot, qui désirait se doter d'un avion à haute altitude et long rayon d'action pour ses lignes aériennes long courrier et internationales, pouvant parcourir des distances de plus de 5 000 kilomètres à une vitesse de croisière de 450 km/h et une altitude de 7 500 m. Il fut conçu sous la forme d'un monoplan cantilever à aile basse, propulsé par quatre moteurs Diesel Charomskii ACh-32 — les mêmes que ceux initialement utilisés par l'Il-12 — et disposant d'un train d'atterrissage tricycle. Afin d'améliorer la finesse de l'avion, ainsi que sa vitesse maximale, l'aile reçut un ratio d'aspect très élevé, avec une valeur de 12, ainsi qu'une charge alaire élevée, dans la plage des 310 à 340 kg/m2. L'avion devait pouvoir être utilisé à partir de pistes en dur ou non-préparées, d'une longueur inférieure à 1 000 mètres. Les roues principales du train d'atterrissage étaient plus grosses que la normale pour pouvoir encaisser les contraintes d'une utilisation sur terrain difficile. Le fuselage, de section circulaire, était pressurisé et permettait de stocker des marchandises ou des bagages sous le plancher de la cabine. Plusieurs agencements intérieurs furent étudiés, allant de 66 sièges à 27 couchettes, mais aucune décision définitive n'eut le temps d'émerger avant l'annulation du projet.
Avant que l'appareil n'effectue son premier vol, ses moteurs furent remplacés par des moteurs en étoile Chvetsov ACh-73TK de 2 400 ch (1 800 kW),, car ces derniers étaient déjà entrés en production, contrairement aux Diesels initialement choisis. Ils entraînaient des hélices quadripales à pas variable AV-16NM-95. Des boudins de dégivrage (en) électro-thermiques étaient installés sur les bords d'attaque des ailes et des plans de l'Empennage, alimentés par quatre générateurs électriques reliés aux moteurs de l'avion. Un système de dégivrage par prélèvement d'air moteur était installé pour les vitres du cockpit et les pales des hélices.
Le premier vol de l'Il-18 fut réalisé le 18 août 1946 par le pilote d'essai Vladimir Kokkinaki, à bord d'un appareil en configuration à 60 passagers, même si les turbocompresseurs des moteurs n'avaient pas été installés. Afin de gagner du temps, Sergueï Iliouchine ordonna de débuter les essais en vol sans ces éléments. Toutefois, cette décision se révéla peu utile, les essais en vol du constructeur n'étant pas achevés avant le 30 juillet 1947 à cause des turbocompresseurs livrés en retard. Un autre problème fut le court temps entre révisions des moteurs ACh-73TK, initialement de seulement 25 heures, et la désintégration d'un des moteurs le 25 juin 1947. Les caractéristiques de vol de l'avion à proprement parler étaient dociles et la cabine à passagers se montra bien plus confortable que celle des Lissounov Li-2, C-47 Skytrain ou même Il-12. Il avait une marge de puissance confortable, qui lui permettait de continuer à voler en régime de croisière si un ou même deux moteurs n'étaient pas en fonctionnement. Ces moteurs furent toutefois fortement demandés pour équiper le Tu-4 et tombèrent rapidement en pénurie. Ils n'étaient également pas assez fiables pour être tolérés sur un appareil à usage civil commercial, ce qui mit définitivement un point d'arrêt au projet de l'Il-18.
Le prototype, unique exemplaire assemblé de l'Il-18, fut présenté à l'exposition aérienne de Touchino de 1947, où il vola en tête d'une formation d'Il-12. Plus tard, il fut équipé avec un dispositif de remorquage et fut utilisé pour les essais en vol du planeur lourd Iliouchine Il-32, étant l'un des rares avions suffisamment puissants pour remorquer cet appareil,. Il vola encore un bon moment pendant les années 1950, bien que son sort final demeure encore inconnu de nos jours.
Bien qu'aucune production en série de ce premier Il-18 n'eut lieu, l'expérience accumulée lors de sa conception permit la mise au point de son successeur portant le même nom, l'Iliouchine Il-18, doté cette-fois de turbopropulseurs.

## Spécifications techniques
Données de The History of Soviet Aircraft from 1918, Ил-18 (Первый)
Caractéristiques générales
- Équipage : 6 membres
- Capacité : 60 passagers
- Charge utile : 7 600 kg
- Longueur : 29,86 m
- Envergure : 41,20 m
- Hauteur : 9,40 m
- Surface alaire : 140 m2
- Masse à vide : 28 490 kg
- Masse typique : 42 500 kg
- Masse maximale au décollage : 47 500 kg
- Moteur : 4   moteur à pistons à 18 cylindres en double étoile refroidis par air Chvetsov ACh-73TK de 2 400 ch (1 800 kW)   chacun
- Carburant : 7 500 kg

 Performances 
- Vitesse maximale : 565 km/h (à 9 000 m d'altitude)
- Vitesse de croisière : 450 km/h
- Distance franchissable : 6 200 km
- Plafond : 10 700 m
- Vitesse ascensionnelle : 624 m/min
- Charge alaire : 203,5 kg/m2
- Rapport poids-puissance : 2,97 kg/ch